# 4-nitroanilina
La 4-nitroanilina (o p-nitroanilina, leggi para-nitroanilina) è un derivato dell'anilina. È un composto organico, costituito da un anello benzenico in cui un gruppo amminico è in posizione para rispetto a un gruppo nitro. Questo prodotto chimico è comunemente usato come intermedio nella sintesi di coloranti, antiossidanti, prodotti farmaceutici, benzina, medicinali per pollame e come inibitore della corrosione.
A temperatura ambiente si presenta come un solido giallo quasi inodore. È un composto tossico, pericoloso per l'ambiente.

## Sintesi
Viene prodotto industrialmente tramite l'amminazione di 4-nitroclorobenzene:
{\displaystyle {\ce {ClC6H4NO2 + 2 NH3 -> H2NC6H4NO2 + NH4Cl}}}
È anche possibile realizzare una sintesi di laboratorio della 4-nitroanilina dall'anilina. Il passaggio chiave in questa sequenza di reazione è una sostituzione elettrofila aromatica per installare il gruppo nitro in para al gruppo amminico. Il gruppo amminico può essere facilmente protonato e diventare meta-orientante. Pertanto, è necessaria una protezione del gruppo acetile. Dopo questa reazione, è necessario eseguire una separazione per rimuovere la 2-nitroanilina, che si forma anche in piccola quantità durante la reazione.

## Applicazioni
La 4-nitroanilina viene consumata principalmente a livello industriale come precursore della p-fenilendiammina, un importante componente colorante. La riduzione viene effettuata utilizzando ferro metallico e mediante idrogenazione catalitica.
È un materiale di partenza per la sintesi di Rosso Para, il primo colorante azoico:
Se riscaldata con acido solforico, polimerizza in modo esplosivo in una schiuma rigida.

### Uso di laboratorio
La nitroanilina è un colorante solvatocromatico utilizzato per determinare i parametri del solvente di Kamlet-Taft. La posizione del suo picco UV-visibile cambia con l'equilibrio di accettori e donatori di legami a idrogeno nel solvente.

## Tossicità
Il composto è tossico per inalazione, ingestione e assorbimento e deve essere maneggiato con cura. La sua LD50 nei ratti è di 750 mg/kg se somministrato per via orale. La 4-nitroanilina è particolarmente dannosa per tutti gli organismi acquatici e può provocare danni a lungo termine all'ambiente se rilasciata come inquinante.